# Cantonul Thouars-1
Cantonul Thouars-1 este un canton din arondismentul Bressuire, departamentul Deux-Sèvres, regiunea Poitou-Charentes, Franța.

## Comune
| Comune                   | Populație (1999) | Cod poștal | Cod INSEE |
| ------------------------ | ---------------- | ---------- | --------- |
| Brie                     | 200              | 79100      | 79054     |
| Missé                    | 870              | 79100      | 79178     |
| Oiron                    | 957              | 79100      | 79196     |
| Pas-de-Jeu               | 387              | 79100      | 79203     |
| Saint-Cyr-la-Lande       | 348              | 79100      | 79244     |
| Saint-Jacques-de-Thouars | 462              | 79100      | 79258     |
| Saint-Jean-de-Thouars    | 1.352            | 79100      | 79259     |
| Saint-Léger-de-Montbrun  | 1.214            | 79100      | 79265     |
| Saint-Martin-de-Mâcon    | 317              | 79100      | 79274     |
| Taizé                    | 768              | 79100      | 79321     |
| Thouars (*)              | (*) 4.807        | 79100      | 79329     |
| Tourtenay                | 141              | 79100      | 79331     |